# Governatori del Nuovo Galles del Sud
Il governatore del Nuovo Galles del Sud è il rappresentante per lo Stato australiano del Nuovo Galles del Sud del capo di stato Carlo III, re dell'Australia.

## Storia
Il governatore del Nuovo Galles del sud è la più antica carica costituzionale dell'Australia. Il capitano Arthur Phillip fu il primo a rivestire tale carica dal 7 febbraio 1788, quando fu ufficialmente fondata la colonia del Nuovo Galles del Sud, la prima colonia britannica in Australia. I primi governatori mantennero un potere quasi autocratico, a causa della distanza con la Gran Bretagna e la povertà delle infrastrutture di quel periodo, fino a quando nel 1824 fu costituito il Parlamento del Nuovo Galles del Sud fu stabilito.
In accordo con il sistema Westminster di governo parlamentare, il governatore agisce solo su Consiglio del primo ministro.

## Elenco dei governatori del Nuovo Galles del Sud
Elenco:
1. Arthur Phillip, 1788-1792
2. John Hunter, 1795-1800
3. Philip King, 1800-1806
4. William Bligh, 1806-1808
5. William Paterson (con funzione), 1809
6. Lachlan Macquarie, 1810-1821
7. Thomas Brisbane, 1821-1825
8. Ralph Darling, 1825-1831
9. Richard Bourke, 1831-1837
10. George Gipps, 1838-1846
11. Charles Augustus FitzRoy, 1846-1855
12. William Denison, 1855-1861
13. John Young, 1861-1867
14. Somerset Lowry-Corry, 1868-1872
15. Hercules Robinson, 1872-1879
16. Augustus Loftus, 1879-1885
17. Charles Wynn-Carington, 1885-1890
18. Victor bambino Villiers, 1891-1893
19. Robert Duff, 1893-1895
20. Henry Brand, II visconte Hampden, 1895-1899
21. William Lygon, 1899-1901
22. Harry Rawson, 1902-1909
23. Frederic John Napier Thesiger, 1909-1913
24. Gerald Strickland, 1913-1917
25. Walter Davidson, 1918-1923
26. Sir Dudley de Chair, 1924-1930
27. Philip Game, 1930-1935
28. Alexander Hore-Ruthven, 1935-1936
29. David Anderson, 1936
30. John de Vere Loder, 1937-1946
31. John Northcott, 1946-1957
32. Eric Woodward, 1957-1965
33. Roden Cutler, 1966-1981
34. James Rowland, 1981-1989
35. David Martin, 1989-1990
36. Peter Sinclair, 1990-1996
37. Gordon Samuels, 1996-2001
38. Marie Bashir, 2001 - 2014
39. David Hurley, 2014-2019
40. Margaret Beazley, 2019-